# Z!
Z! is een Amsterdamse straatkrant, opgericht in 1995, bedoeld om dak- en thuislozen een inkomen en een stem te geven. De krant verschijnt om de drie weken en wordt op straat verkocht door dak- en thuisloze verkopers, die bij de organisatie geregistreerd staan en een deel van de opbrengst zelf mogen houden.
Z! wordt uitgegeven door Stichting Z!, een non-profitorganisatie die zich inzet voor sociale rechtvaardigheid en armoedebestrijding in Amsterdam.

## Inhoud
De inhoud van Z! bestaat uit journalistieke artikelen over maatschappelijke kwesties, interviews, achtergrondverhalen en bijdragen van (voormalig) daklozen. De redactie vertelt verhalen uit alle hoeken en lagen van de stad, met bijzondere aandacht voor dak- en thuislozen die anders vaak onzichtbaar blijven. Zo draagt Z! bij aan een bredere blik op de stad en bevordert het begrip en verbinding tussen stadsbewoners.